# Мачак Феликс
Мачак Феликс (енгл. Felix the Cat), такође познат и по имену Срећко, фиктивни је мачак који се као лик први пут појавио у немим анимираним филмовима америчког продуцента Пета Саливана, те се сматра првом звездом у историји филмске анимације.
Питање аутора је предмет спора, с обзиром да је Саливан као аутора наводио себе, док се аутором такође проглашавао и његов главни аниматор Ото Месмер. Оно што није спорно јесте да се од првог филма Feline Follies из 1919. године Феликс наметнуо као један од најомиљенијих ликова америчке популарне културе 1920-их, односно да су његови филмови, који су комбиновали надреални хумор с коментарима друштвених збивања, погодили укус тадашње публике. Године 1923. је почео да се ради и популарни стрип, а о Феликсу је снимљена и популарна песма.
Долазак звучног филма је означио почетак краја за Феликса, с обзиром да Саливан није хтео да се прилагоди новој технологији, за разлику од његовог главног конкурента Волта Дизнија који је на место Феликса поставио Микија Мауса. 1930-их је након Саливанове смрти било покушаја да се направи нови Феликс, али они нису имали успеха. С друге стране је више успеха имала анимирана ТВ-серија 1950-их, а касније су снимљена и два анимирана дугометражна филма.